# Don Tonino
Don Tonino è una serie televisiva italiana degli anni ottanta. Protagonisti erano il duo comico Gigi e Andrea, la regia era di Fosco Gasperi, prodotto dalla Fininvest in due stagioni.
In totale gli episodi tra prima e seconda stagione furono 14 da 100 minuti ciascuno. Negli anni novanta la serie venne venduta anche in Canada e Cecoslovacchia (in versione italiana sottotitolata, rispettivamente, in inglese e ceco).

## Trama
Don Tonino è un parroco che aiuta l'amico commissario a investigare su dei delitti misteriosi.

## Produzione
La prima stagione venne girata in pellicola 16mm, mentre la seconda stagione venne girata sempre in pellicola, ma nel formato super 16mm.
L'attore protagonista era Andrea Roncato, che interpretava il parroco don Tonino, il quale, tramite l'amico commissario di polizia Sangiorgi (interpretato da Gigi Sammarchi), si trovava spesso a investigare su casi misteriosi.
Altri protagonisti erano Manuel De Peppe e una giovane Vanessa Gravina. Negli episodi della prima stagione Delitto sul ring e Delitto in teatro partecipa Georgia Cavazzano (spesso accreditata come Giorgia D'Ambra) nei panni di Anna, l'amica di Sara. Nella seconda stagione sarà proprio lei ad interpretare il ruolo di Sara al posto di Vanessa Gravina.
Manuel De Peppe ricevette un Oscar dei Giovani in Campidoglio in Roma consegnato dal Ministero dello Spettacolo nel 1990 come rivelazione dell'anno.

## Episodi

### Prima stagione
La prima stagione andò in onda nel 1988 su Italia 1 con il seguente ordine di episodi:
| Nº | Titolo                | Prima TV Italia |
| -- | --------------------- | --------------- |
| 1  | Delitto al night club | 8 aprile 1988   |
| 2  | Delitto in teatro     | 15 aprile 1988  |
| 3  | Delitti diabolici     | 22 aprile 1988  |
| 4  | Delitto ad arte       | 29 aprile 1988  |
| 5  | Delitto per gioco     | 6 maggio 1988   |
| 6  | Delitto sul ring      | 13 maggio 1988  |

### Seconda stagione
La seconda stagione andò in onda nel 1990 su Canale 5 (i primi 4 episodi) e su Italia 1 (gli altri 4 episodi):
| Nº | Titolo                                  | Prima TV Italia  |
| -- | --------------------------------------- | ---------------- |
| 1  | Don Tonino e la setta del sacrificio    | 14 gennaio 1990  |
| 2  | Don Tonino e l'artiglio insanguinato    | 21 gennaio 1990  |
| 3  | Don Tonino e il terrore in prima pagina | 28 gennaio 1990  |
| 4  | Don Tonino e il regno dell'orrore       | 4 febbraio 1990  |
| 5  | Don Tonino e la casa dei veleni         | 18 ottobre 1990  |
| 6  | Don Tonino e la maledizione dell'abate  | 25 ottobre 1990  |
| 7  | Don Tonino e i trafficanti di morte     | 1º novembre 1990 |
| 8  | Don Tonino e il mistero di villa Gruber | 8 novembre 1990  |

## Repliche
La serie è stata replicata negli anni successivi nella fascia pomeridiana e poi notturna di Italia 1 e su Happy Channel, ed anche in prima serata. Nel 2009 viene replicata su Iris, nel 2014 su Mediaset Extra, 2015 su Rete 4 e nel 2016 su Italia 2.

## Guest star
- Nell'episodio Delitto ad arte partecipa Enzo Iacchetti nei panni dell'artista Lukas. Come accaduto anche per altri interpreti della serie, Iacchetti riveste il ruolo di un diverso personaggio, il batterista Gioele, nell'episodio della seconda serie Don Tonino e l'artiglio insanguinato. Nello stesso episodio partecipa Mita Medici nel ruolo di una giornalista.
- Nell'episodio Delitti diabolici partecipa Giacomo Poretti nei panni del cameriere.
- Nell'episodio Don Tonino e la setta del sacrificio partecipa Giorgio Melazzi nei panni dello psichiatra.
- Nell'episodio Don Tonino e il terrore in prima pagina partecipa Lory Del Santo nei panni della giornalista Luisa Lanc, Anna Maria Lisi nei panni della caporedattrice Elsa D'Andrea, Camillo Milli nei panni del presidente di redazione, Sergio Solli nei panni del fattorino cleptomane De Pasquale, Mimmo Craig nel ruolo del sequestratore della neonata e Remigio Gomez nel ruolo del capo degli Orange.
- Nell'episodio Don Tonino e la casa dei veleni partecipano Marco Della Noce, in un cameo la doppiatrice Alessandra Karpoff e all'inizio dell'episodio partecipa il duo cabarettistico Malandrino e Veronica.
- Nell'episodio Don Tonino e la maledizione dell'abate partecipano Umberto Smaila nel ruolo di un cantante lirico e Veronica Pivetti nel ruolo di una giornalista.
- Nell'episodio Don Tonino e i trafficanti di morte partecipa Ninì Salerno nei panni di Marino, il guardone.
- Nell'episodio Il mistero di villa Gruber partecipano Umberto Ceriani nella parte del dottor Gruber, Fiorella Pierobon nei panni di Clara, Mita Medici nei panni di Erika Mayer e Giorgio Trestini nel ruolo di Torquato, l'assistente del dottor Gruber.
- In altri episodi, si contano inoltre: Gioele Dix, Gian Fabio Bosco, Pino Pellegrino, Giorgio Mastrota e Patrizia Scianca.